# Eumecurus orthodoxa
Eumecurus orthodoxa är en insektsart som beskrevs av Alexander Fyodorovich Emeljanov 1985. Eumecurus orthodoxa ingår i släktet Eumecurus och familjen kilstritar.
Artens utbredningsområde är Armenien. Inga underarter finns listade i Catalogue of Life.